# Salvador Mayol

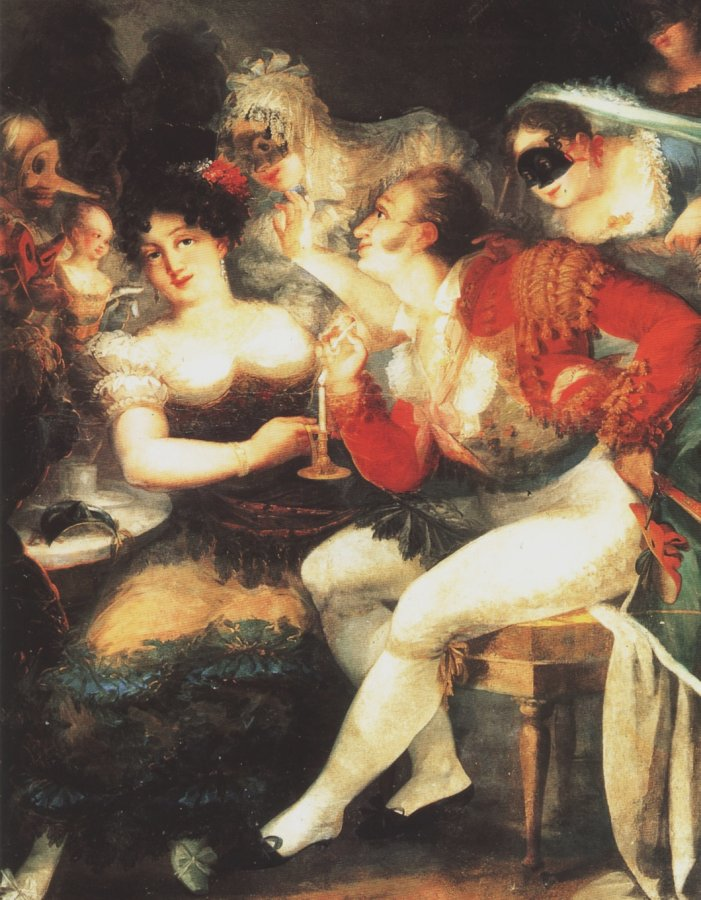
Un cafè al carnaval, Reial Acadèmia Catalana de Belles Arts de Sant Jordi (en dipòsit al MNAC).

Salvador Mayol o Maiol (Barcelona, 1775 - ídem, 1834) fou un pintor català. Deixeble de Joseph Flaugier a la Llotja. Durant l'ocupació napoleònica de Barcelona residí a Palma, on feu diversos deixebles. El 1820 oferí a la Diputació de Barcelona una Al·legoria de la Constitució del 1812. Des del 1824 fins a la seva mort exercí la direcció interina de la classe de pintura a l'oli de l'Escola Llotja de Barcelona. Participà en l'Exposició de Llotja del 1826 amb Jesucrist baixant de la creu i Ball de boleres. El 1829 ingressà a la Reial Acadèmia de Belles Arts de San Fernando.
Conreà diversos gèneres (mitològic, bíblic, religiós), però destacà especialment en el retrat i en el costumisme satíric, d'influència goyesca: Un cafè en carnaval, A cal capeller, A cal sastre. El Museu Nacional d'Art de Catalunya conserva el seu Autoretrat, i a l'Acadèmia de Belles Arts de Sant Jordi hi ha diverses obres seves. Morí per l'epidèmia de còlera de 1834 a Catalunya.